# Eduardo Ciannelli
Eduardo Ciannelli, född 30 augusti 1888 på ön Ischia, död 8 oktober 1969 i Rom, var en italiensk skådespelare. Ciannelli gjorde många roller i Hollywoodfilmer, ibland under namnet Edward Ciannelli, där han ofta spelade gangster. Han medverkade även i flera italienska filmer.

## Filmografi i urval
- 1933 – Vi mötas i Wien
- 1937 – Storstadsdesperados
- 1939 – Gunga Din - lansiärernas hjälte
- 1940 – Utrikeskorrespondenten
- 1940 – Kitty Foyle - ung modern kvinna
- 1940 – Flykt
- 1943 – Vi spioner
- 1943 – Alla himlar öppna sig
- 1943 – Vi mötas i gryningen
- 1944 – Storsvindlaren Dimitrios
- 1944 – På väg mot Marseille
- 1944 – Konspiratörer
- 1945 – Blond och bländande
- 1945 – Dillinger
- 1946 – Sånt händer i Paris
- 1948 – Kom och blås!
- 1958 – Dada för tre
- 1964 – Besöket